# Zoltán Beke
Zoltán Beke (30 de junho de 1911 - 9 de março de 1994) foi um futebolista romeno que competiu na Copa do Mundo FIFA de 1934.